# Världsbiblioteket (Stockholm)
För bokserien Världsbiblioteket, se Världsbiblioteket.
Världsbiblioteket är en del av Solidaritetshuset vid Tegelviksgatan i Stockholm. Biblioteket innehåller dels material om bistånd, globalisering och solidaritet, dels översättningar av skönlitteratur från Afrika, Asien, Latinamerika och Mellanöstern. Vid sidan av tryckt material finns även musik, tillgång till internet och föreningsinformation. Biblioteket driver ytterligare digitala informationstjänster. Den ena, Världslitteratur.se, är ett uppslagsverk av referenskaraktär om författare och litteratur från länder utanför Europa och Nordamerika. Den andra, Globalarkivet, är ett öppet arkiv för globala rättvisefrågor där materialet är licenserat under Creative Commons-licenser.
Biblioteket ligger i Solidaritetshusets bottenvåning.
Världsbiblioteket har givit ut en serie moderna romanklassiker tillsammans med Bokförlaget Tranan, samt genom nätverket Den hemliga trädgården, en skriftserie om barnlitteratur från Afrika, Asien, Latinamerika och Mellanöstern